# Elke Neidhardt
Elke Cordelia Neidhardt (Stuttgart, 5 de julio de 1941-Melbourne, 25 de noviembre de 2013) fue una actriz y directora de ópera y teatro alemana-australiana. Apareció en teatro, televisión y cine en Alemania, Austria, Francia y Australia, y óperas dirigidas en Zúrich, Ámsterdam, Aix-en-Provence, Salzburgo, Viena, Colonia y Australia. Es conocida en Australia por dirigir óperas con Opera Australia y muy especialmente por dirigir la primera producción australiana moderna completa de Der Ring des Nibelungen de Richard Wagner, en Adelaida en 2004.

## Carrera
Elke Neidhardt nació en Stuttgart. Se graduó de la Universidad Estatal de Música y Artes Escénicas de Stuttgart, y más tarde dirigió óperas en Zúrich, Ámsterdam, Aix-en-Provence, Salzburgo y Viena. Contrajo matrimonio con un australiano y se trasladó a Melbourne. En 1968 interpretó a la Dra. Anna Steiner, una médica alemana, en algunos episodios de la serie de televisión Skippy the Bush Kangaroo. Neidhardt entonces apareció en otras series de televisión de ese país como The Link Men (1970) y Shannon's Mob (1975). También estaba en un pequeño número de películas australianas, incluyendo Libido (1973, en la que aparecía desnuda), Alvin Purple (1973) y The True Story of Eskimo Nell (1975). Su última película fue Inside Looking Out (1977).
De 1977 a 1990 fue directora residente para la Opera Australia. Regresó a Alemania durante seis años, para trabajar en la Ópera Estatal de Colonia y dirigir tres producciones de la Der Ring des Nibelungen de Richard Wagner.